# Antic casal de la plaça de l'Oli
L'Antic Casal de la plaça de l'Oli és un edifici del municipi de Girona que forma part de l'Inventari del Patrimoni Arquitectònic de Catalunya. És un edifici de planta irregular amb parets portants i façana principal amb carreus en part i la resta arrebossada. L'accés es realitza per un portal dovellat que dona a un vestíbul amb dues arcades de mig punt al fons, per on s'accedeix a l'escala principal. El vestíbul és cobert amb volta esfèrica. Les obertures del primer pis de la façana presenten brancals i llindes de pedra i algunes portes interiors de l'escala també.